# Эйр (полуостров)
Эйр (англ. Eyre Peninsula) — полуостров в Австралии. Выделяется в отдельный регион.

## География

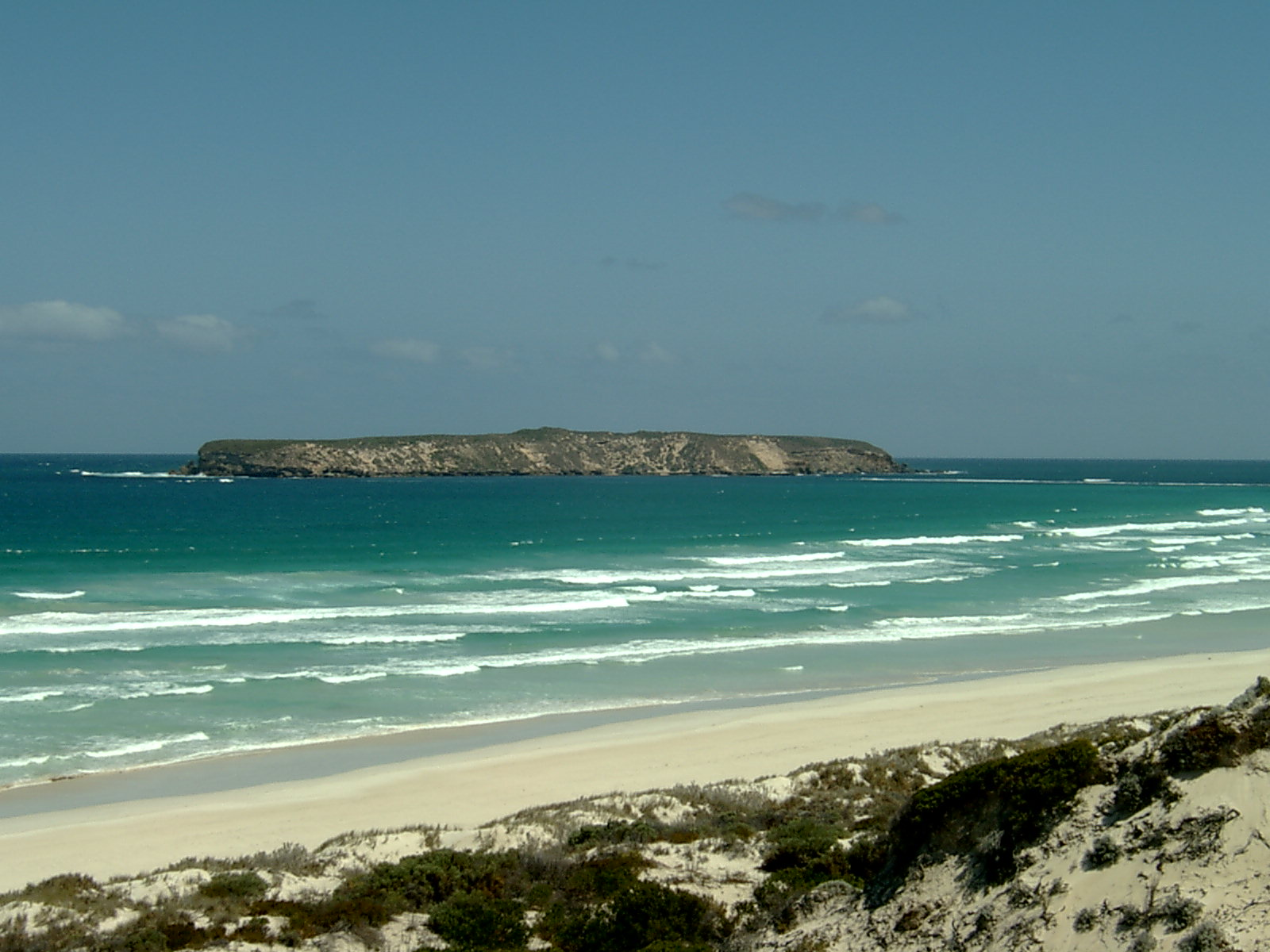
Пляж на территории Национального парка Коффин-Бей.

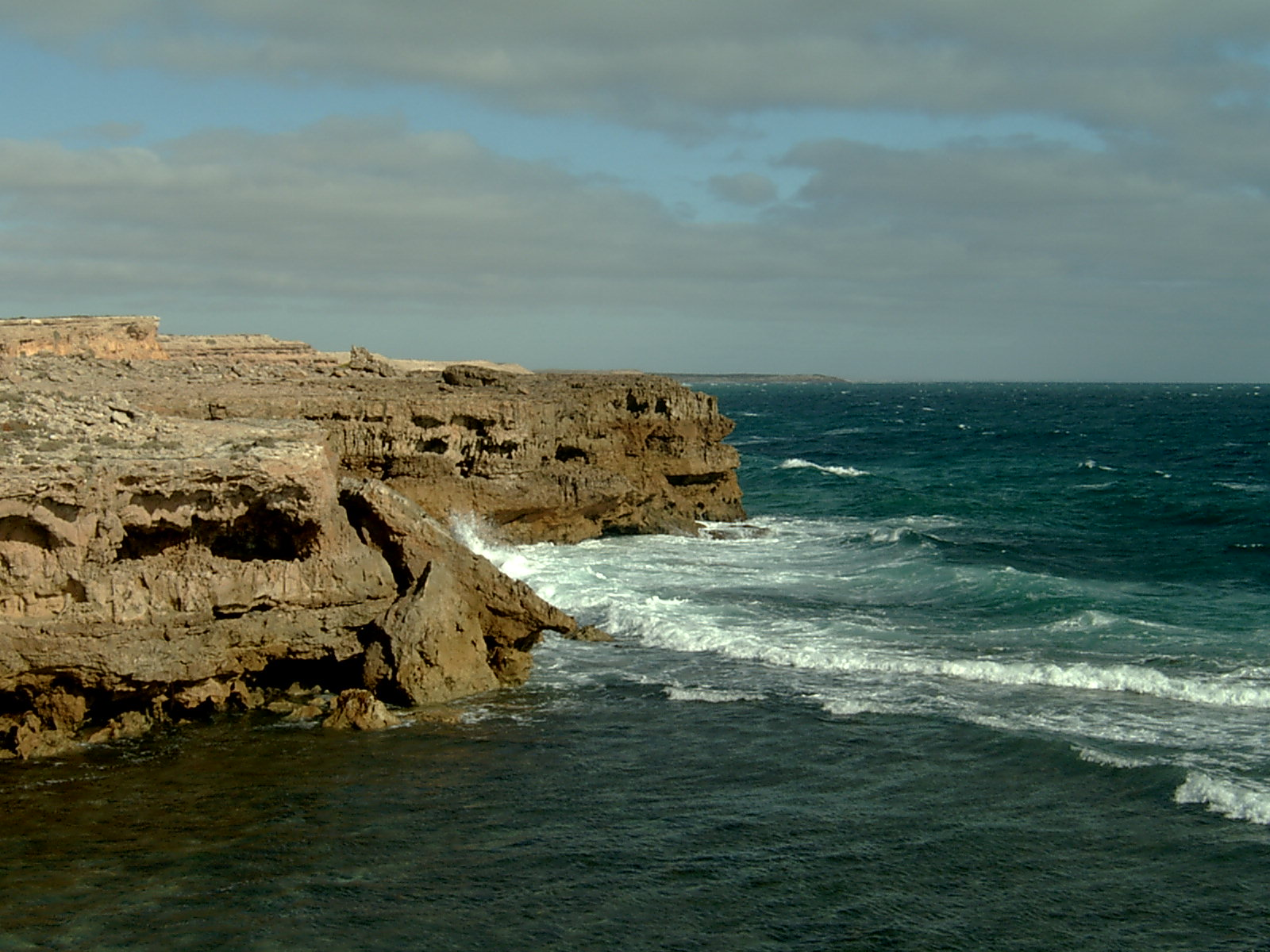
Побережье полуострова у залива Винус.

Полуостров Эйр расположен в австралийском штате Южная Австралия. Омывается с востока водами залива Спенсер, с запада — водами Большого Австралийского залива. В северной части граничит с горами Голер.
Климатические условия на полуострове варьируются от засушливых районов на западе до относительно прохладных условий на юге. В летние месяцы вблизи побережья средняя максимальная температура составляет около 25—29 °C, а во внутренних районах может достигать 34 °C. В зимние месяцы температура, как правило, составляет 15—18 °C. С ноября по апрель на Эйре часто происходят лесные пожары.
На полуострове расположено несколько национальных парков, среди которых Национальный парк Линкольн, Национальный парк Коффин-Бей, Национальный парк Голер-Рейнджиз, а также несколько заповедников.

## История
Полуостров Эйр с давних времён населяли коренные жители Австралии — австралийские аборигены. Поселения жителей располагались не только на побережье полуострова, но и в его внутренних районах. Появление на Эйре европейцев привело к резкому сокращению численности населения коренных жителей, которые сильно пострадали от завезённых заболеваний и огнестрельного оружия. Кроме того, произошло кардинальное изменение культурного и естественного ландшафтов: на полуострове стало развиваться фермерское хозяйство, были основаны города, построены дороги и порты. В 1850 году примерно в 15 км к северу от Порт-Линкольна был основан первый в Австралии учебный центр для аборигенов, который просуществовал до 1984 года. В настоящее время австралийские аборигены проживают преимущественно в четырёх населённых пунктах: Порт-Линкольн, Седьюна, Кунибба и Ялата.
Европейским первооткрывателем полуострова стал голландский путешественник Питер Нёйтс (англ. Peter Nuyts), который открыл его в 1627 году. В 1802 году Эйр был исследован британским путешественником Мэтью Флиндерсом, который в течение трёх месяцев наносил на карту очертания полуострова. Примерно в это же время Эйр посетил французский исследователь Николя-Тома Боден. В 1840—1841 годах полуостров был детально изучен путешественником Эдвардом Джоном Эйром, в честь которого полуостров впоследствии и был назван. В последующие годы Эйр стал привлекательным местом для европейских поселенцев, основным занятием которых было разведение скота и сельское хозяйство.
19 сентября 2020 года частная компания Southern Launch запустила с испытательного полигона Кунниба (Koonibba Test Range) первое коммерческое устройство на высоту 85 км (суборбитальный полёт).

## Население
Основные населенные пункты, расположенные на полуострове, — Порт-Линкольн (в южной части), Порт-Огаста и Уайалла (в северо-восточной части), Седьюна (на северо-западе Эйра).
Эйр является крупным сельскохозяйственным районом Австралии. В северной части полуострова, где климат относительно засушливый, развито выращивание зерновых культур, овцеводство и скотоводство; на юге — разведение виноградников и молочное животноводство. Многие прибрежные города являются рыболовецкими центрами (прежде всего, Порт-Линкольн). Имеются месторождения полезных ископаемых (нефрита, железной руды).